# Marc Caussidière
Marc Caussidière (Ginevra, 18 maggio 1808 – Parigi, 27 gennaio 1861) è stato un rivoluzionario francese.

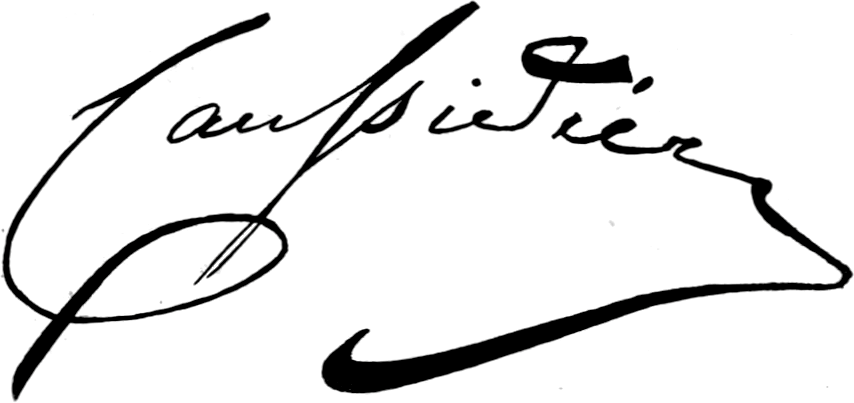

Nato in una famiglia piccolo-borghese, fu impiegato a Saint-Étienne e partecipò all'insurrezione di Lione nel 1834, nella quale morì suo fratello: condannato a vent'anni di prigione, ricevette una grazia nel 1837. In seguito lavorò come broker, commerciante di vini e giornalista del quotidiano La Réforme.
Fu molto attivo durante la  rivoluzione francese del 1848, nella quale combatté sulle barricate e assalì la sede della polizia: proprio per questo, venne nominato Prefetto delle forze dell'ordine dal governo provvisorio. In questa veste sostituì i sergenti della città con la nuova figura dei "guardiani di Parigi" e creò il corpo della "Guardia del popolo", composta da tutti elementi rivoluzionari recentemente scarcerati e formata da quattro società (La Montagnarde, Saint-Just, Febbraio e Morisset). A partire dal maggio del 1848 la commissione cercò, senza successo, di eliminare la Prefettura di polizia.
Dopo il fallimento dell'invasione dell'Assemblea Nazionale (15 maggio 1848), venne licenziato dalla carica di Prefetto di polizia dalla Commissione esecutiva e per protesta egli si dimise dal suo mandato di deputato all'Assemblea Costituente. Nelle elezioni di inizio giugno venne rieletto, ma dopo il fallimento della rivolta delle "giornate di giugno", fu costretto a fuggire e si rifugiò in Inghilterra e negli Stati Uniti, dove riprese la sua attività di broker vinicolo. Condannato in contumacia alla deportazione da parte della Corte di Giustizia per la sua partecipazione alla manifestazione del 15 maggio 1848, tornò in Francia dopo l'amnistia del 1859.
Negli ultimi mesi di vita scrisse le sue Memorie; Caussidière viene inoltre citato da Karl Marx nel primo capitolo de Il 18 Brumaio di Luigi Bonaparte come versione "farsa" di Georges Jacques Danton.